# Гарячка

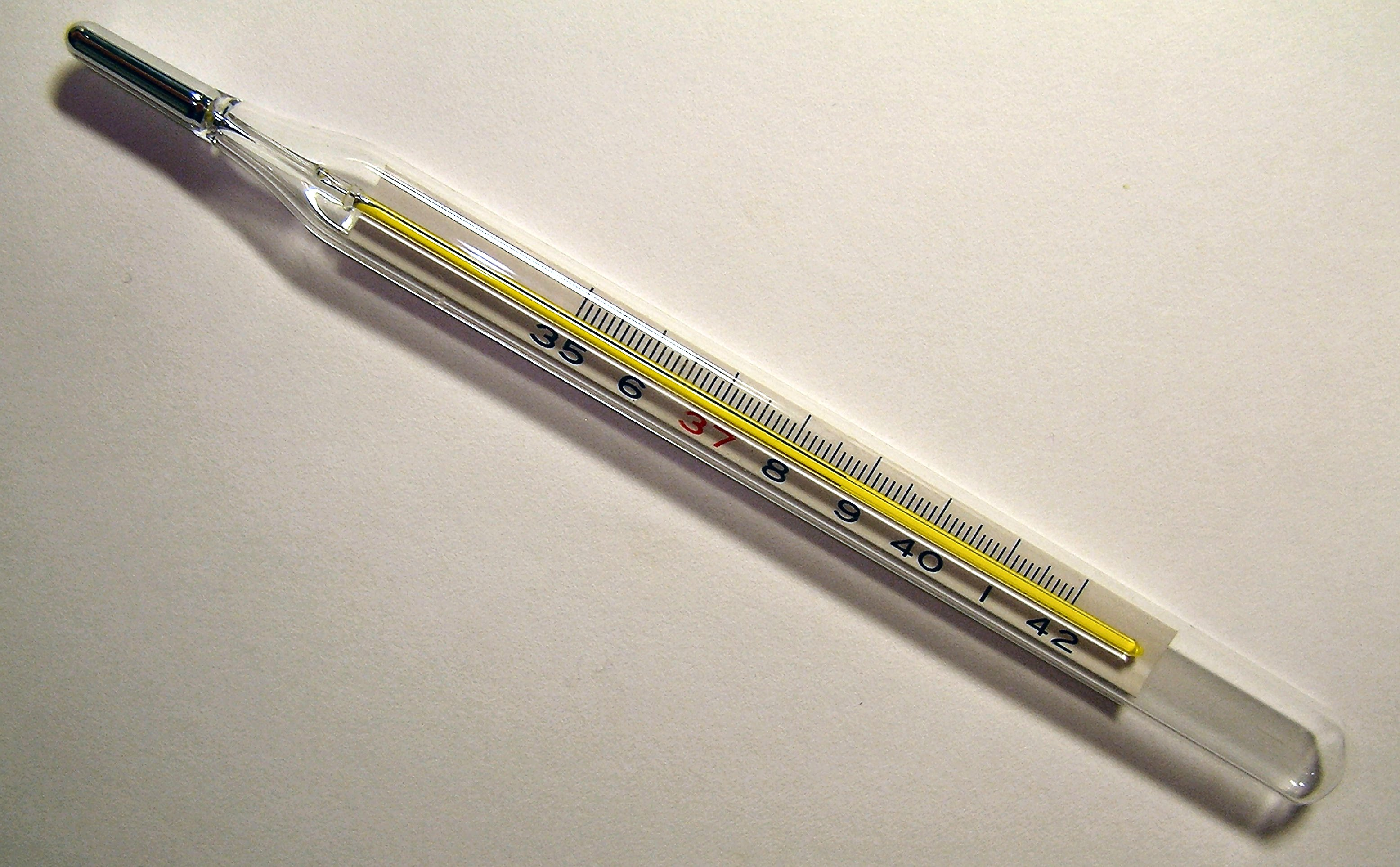
Термометр, що показує температуру 38,7°

Гаря́чка, також заст. пропа́сниця, жар, розм. лихома́нка (лат. febris, англ. fever, pyrexia) — стан організму, який характеризується високою температурою тіла (>38 °C) у разі проведення вимірювання відповідним термометром у пахвовій ділянці, але відрізняється від гіпертермії принципово іншим механізмом розвитку і появою споріднених патологічних проявів. З погляду сучасної української мови — термін «лихома́нка» не можна використовувати у професійній медичній термінології. У медицині доцільно використовувати термін «гаря́чка».

## Патогенез
Гарячка — це захисно-пристосовна реакція організму, що виникає у відповідь на дію патогенних подразників і характеризується перебудовою процесів терморегуляції, що призводять до підвищення температури тіла і стимулює природну реактивність організму. Біологічне значення гарячки полягає в активізації імунологічного захисту. Підйом температури тіла призводить до підвищення фагоцитозу, збільшення синтезу інтерферонів, активації і диференціювання лімфоцитів і стимуляції антитілогенеза. Підвищена температура тіла перешкоджає розмноженню вірусів, бактерій й інших мікроорганізмів.

## Причини гарячки
Гарячка виникає при нормальній або й низькій температурі зовнішнього середовища, тобто вона є результатом порушення терморегуляції. Безпосередньою причиною гарячки є інфекційні захворювання, запальні процеси. Нерідко гарячка може бути першим проявом злоякісних пухлин, лімфопроліферативних хвороб, захворювань сполучної тканини — саркоми, раку, лімфоми, лімфогранулематоза, системного червоного вовчака тощо. Гарячкові стани — чи не найскладніша діагностична проблема, яка існує стільки часу як і офіційна медицина.

## Стадії
У перебігу гарячки виділяють три стадії:
1. Стадія підвищення температури. Триває кілька годин — тижнів. Характеризується тим, що теплопродукція перевищує тепловіддачу. Тепловіддача зменшується внаслідок звуження периферичних судин, зменшення припливу крові до шкіри, гальмування потовиділення, зменшення віддачі тепла шкірою, хворий стає білим. Відбувається скорочення м'язів волосяних цибулин, що збільшує теплоізоляцію і як результат — поява «гусячої шкіри». М'язові тремтіння виникають на фоні спазму периферичних судин. Оскільки зменшується приплив крові до шкіри, то її температура знижується, іноді на декілька градусів. Це призводить до ознобу. Також хворий може скаржитися на головний біль, біль у м'язах, слабкість, тахікардію, задишку, спрагу.
2. Стадія збереження сталої температури тіла на високому рівні. Триває від кількох годин до кількох тижнів, залежно від виду хвороби та самого організму. Теплопродукція зрівнюється із тепловіддачею, температура вже не зростає, але, оскільки температура висока, то хворий відчуває жар. Надалі тепловіддача перевищує теплопродукцію. Це відбувається внаслідок розширення периферичних кров'яних судин і, як наслідок, у хворого з'являється рум'янець. У цій стадії порушується метаболізм внаслідок розкладу вуглеводів, жирів, білків. Хворий скаржиться на відчуття жару, головний біль, біль у м'язах, спрагу, відсутність апетиту, мають місце гіперемія та гіпертермія, також тахіпноє.
3. Стадія зниження температури. У цій стадії теплоутворення знижується, а тепловіддача збільшується. Внаслідок цього на цій стадії температура може знижуватися двома шляхами — критичним (швидким) або літичним (повільним):
  - Критичне зменшення температури тіла. Хворий, як правило, перебуває у тяжкому стані. Його температура може різко впасти із 40 — 41 °C до 37 — 36 °C. Це може викликати гостру серцеву та судинну слабкість (колапс), це може призвести до смерті. У хворих при цьому виникає озноб, слабкість, кінцівки холонуть, шкіра стає спочатку блідою, а потім ціанотичною, піт стає холодним та липким.
  - Літичне зниження температури тіла. Літичне зниження проходить поступово, 2 — 3 дні. Температура поступово знижується, що дає організмові час для адаптації. При цьому стан хворого покращується, але він потребує великої кількості рідини, висококалорійної вітамінозної дієти, частої заміни постільної білизни, внаслідок підвищеного потовиділення для запобігання пролежнів.

## Зміни в організмі

Типові прояви гарячки на прикладі інфекційної хвороби — гарячки Денге

Гарячка спричинює ряд патологічних змін в організмі, а саме:
- Зі сторони серцево-судинної системи спостерігають прискорення пульсу (правило Лібермейстера — на кожний градус вище 37°С частота серцевих скорочень у дорослої людини прискорюється на 8-10 за 1 хвилину), артеріальна гіпертензія на початку гарячки та його падіння на останніх стадіях;
- У системі органів дихання спостерігають пришвидшене поверхневе дихання, погіршення легеневої вентиляції;
- З боку ШКС зменшується секреція слини, при цьому язик сухий, знижується апетит та кислотність шлункового соку, секреція різних травних залоз. Це призводить до розвитку едогенного отруєння організму, тобто: кишки починають гноїтися, а також у кишках виникають різні бродильні процеси[джерело?];
- З боку ендокринної системи спостерігають активізацію системи гіпофіз {\displaystyle \rightarrow } надниркова залоза, викидаються глюкокортикоїдні гормони, що гальмують процеси запалення, стимулюється секреція щитоподібної залози, що веде до підвищення основного обміну;
- У ЦНС виникають гальмування кори головного мозку, безсоння, відчуття розбитості, втома, головний біль. Також може спостерігатися марення чи галюцинації;
- Метаболізм при гарячці підвищується внаслідок збільшення окиснення вуглеводів, а надалі — жирів, особливо, коли резерви вуглеводів уже вичерпані. Це може призвести до їхнього недоокиснення та накопичення у крові кетонових тіл;
- Порушується білковий обмін внаслідок збільшеного розпаду білків, накопичуються отруйні продукти розпаду білків, наприклад — сечовина;
- Гарячці також притаманні зміни водно-електролітного балансу. У першій стадії гарячки спостерігають підвищення діурезу, внаслідок артеріальної гіпертензії та припливу крові до внутрішніх органів. У другій стадії, внаслідок подразнення кіркової речовини наднирників виділяється гормон альдостерон, який затримує у тканинах натрій. При цьому виникають набряки та болі у суглобах, а також зменшується діурез. У третій стадії гарячки збільшується виділення хлоридів, тому вода зникає з тканин і збільшується виділення сечі та поту.

## Типи гарячки
- Гарячка постійного типу. Спостерігається постійно підвищена температура тіла і протягом доби різниця між ранковою і вечірньою температурою не перевищує 1 °C. Вважається, що подібне підвищення температури тіла характерне для крупозного запалення легенів, черевного тифу, вірусних інфекцій (наприклад, грипу).
- Послаблювальна гарячка (ремітивна / ремітуюча). Спостерігається постійно підвищена температура тіла, але добові коливання температури перевищують 1 °C. Подібне підвищення температури тіла зустрічається при туберкульозі, гнійних захворюваннях (наприклад, при тазовому абсцесі, емпіємі жовчного міхура, рановій інфекції), а також при злоякісних новоутвореннях.
- Переміжна гарячка (інтермітивна / інтермітуюча). Добові коливання перевищують 1 °С, але тут ранковий мінімум лежить в межах норми. У цьому випадку підвищена температура тіла з'являється періодично, приблизно через рівні проміжки (найчастіше близько полудня або вночі) на декілька годин. Переміжна гарячка особливо характерна для малярії, а також її спостерігають при генералізованій цитомегаловірусній інфекції, гнійній інфекції (наприклад, холангіті).
- Виснажлива гарячка (гектична). Вранці, як і при інтермітуючій, спостерігають нормальну або навіть знижену температуру тіла, але добові коливання температури доходять до 3-5 °C і часто супроводжуються масивним потовиділенням, що виснажує. Подібне підвищення температури тіла характерне для активного туберкульозу легенів і для септичних захворювань.
- Зворотна, або збочена гарячка відрізняється тим, що ранкова температура тіла більша за вечірню, хоча періодично все одно буває звичайне невелике вечірнє підвищення температури. Зворотна гарячка зустрічається при туберкульозі (частіше), сепсисі, бруцельозі.
- Неправильна, або нерегулярна гарячка проявляється чергуванням різних типів її і супроводжується різноманітними й неправильними добовими коливаннями. Неправильна гарячка зустрічається при ревматизмі, ендокардиті, сепсисі, туберкульозі.

## Лікування
Можна розпочинати з немедикаментозних способів зниження температури. Призначення додаткової кількості рідини потрібне для попередження зневоднення, що легко настає через почастішання дихання і посилення потовиділення та призводить до згущення крові. Дієтичні обмеження визначаються характером захворювання, преморбідним фоном. Фізичні методи охолодження збільшують віддачу тепла з поверхні тіла. Зазвичай застосовують обтирання губкою, змоченою водою або 40-50 % спиртом з обдуванням тулуба впродовж 5 хв, щопівгодини (4-5 разів). Їх не застосовують за наявності ознак порушення мікроциркуляції (гарячка «білого» типу). У разі розвитку гарячки у дітей, можливе швидке застосування антипіретиків на зразок парацетамолу через неефективність у них патогенетичних механізмів, що направлені на знешкодження її. У дорослих використання антипіретиків має бути індивідуалізовано — при злоякісному її характері, тривалому перебігу тощо.